# Jonathon Cooper
Jonathon Cooper (Gahanna, 8 gennaio 1998) è un giocatore di football americano statunitense che milita nel ruolo di outside linebacker per i Denver Broncos della National Football League (NFL).

## Carriera

### Denver Broncos
Cooper al college giocò a football a Ohio State. Fu scelto nel corso del settimo giro (239º assoluto) nel Draft NFL 2021 dai Denver Broncos. Nella sua stagione da rookie disputò 16 partite, di cui 5 come titolare, con 34 tackle e 2,5 sack.
Nel quarto turno della stagione 2023, Cooper recuperò un fumble del quarterback Justin Fields ritornando il pallone nel touchdown che pareggiò la partita, poi vinta dai Broncos contro i Chicago Bears.